# ベルナール・タピ
ベルナール・タピ（Bernard Tapie, 1943年1月26日 - 2021年10月3日）は、フランスの実業家、政治家、俳優。フランスサッカー1部リーグ（リーグ・アン） オリンピック・マルセイユ元会長。

## 来歴

### 実業家として
ナチス・ドイツ占領下のパリ郊外のル・ブルジェで貧しい工場労働者の子として生まれる。地元の工業高校を卒業後は兵役に就き、除隊後はテレビのセールスマン、歌手、F3のレーサーなど様々な職業を経験。1970年にコンサルタント会社に入社すると、1977年からは独立し企業を再建させるビジネスを手掛けるようになった。製本会社のディゲードゥニを皮切りに破産寸前の中小企業を次々に買収し、再建させることで名を知られるようになった。
1984年に電池会社のウォンダーを3000万フランスフランで買収すると5年後に売却し4700万フランスフランの収益をあげた。その後も重量機器メーカーのテライヨンとテシュを買収。フランスの民放テレビ局TF1の1.7％の株式を取得。これらの株式を「ベルナール・タピ・ファイナンセス」 (BTF) として再編し1989年1月にパリ証券市場に上場した。
フランス国内では1970年代のオイルショックの影響により深刻な経済不況に陥り、政府による経済政策も失敗に終わり1980年代に入った後の実質経済成長率も停滞を続けていた。そのような長い経済危機の時代に労働者階級のタピが登場し企業再建で数々の成功を収めたことで、学生や若い起業家の間から成功のシンボルとして高い支持を得た。一方でフランス国内でのタピの評価は大きく二分しており、一部のメディアから詐欺師として扱われることもあった。
1990年7月にホルスト・ダスラーから世界的スポーツブランドアディダス社の株式過半数を買収し経営権を獲得した。1990 FIFAワールドカップ決勝を翌日に控えた同月7日、決勝戦会場となるローマにおいて会見が開かれ「フランス企業によるアディダスの保有する株式の過半数取得は、仏独両国の友好関係を象徴するものだ」と宣言した。この出来事がフランスとドイツの社会に与えた影響は大きく、ドイツの一部メディアでは「ドイツの象徴ともいえる企業が買収されたことは国家的悲劇だ」と書き立てた。しかしタピはアディダスの経営状態を立て直すことは出来ず、1992年に現在のクレディ・アグリコルであるクレディ・リヨネから融資の返済を迫られると、同銀行に株式を売却して経営から退いた。

### スポーツ界への進出
1984年、前年まで所属していた自転車ロードレースチーム、ルノー・エルフのチームリーダーの座をローラン・フィニョンに奪われたため、自らが新チーム結成に動いていたベルナール・イノーに協力し、自身が当時経営していた、健康食品チェーン店のラ・ヴィ・クレールをそのままチーム名にして結成。自らが同チームのマネジャーに就き、イノーに加え、グレッグ・レモンらもルノー・エルフから引き抜き、1985年にイノーが、1986年にレモンがそれぞれツール・ド・フランスで総合優勝を果たした。
1986年にサッカークラブ、オランピック・ドゥ・マルセイユ (以下、OM) を買収し同クラブの会長に就任。1980年代のOMは2部リーグへの降格を経験するなど成績が低迷しており、当時のマルセイユ市長は地元のシンボルであるOMの成績不振が政治に悪影響を及ぼすことを懸念しタピにクラブの買収を持ちかけた。タピは豊富な資金力で多くの有力選手を獲得しフランス国内を始め、UEFAチャンピオンズカップにおいても常に上位進出し、1993年に同大会を制する等、有数の強豪クラブへと成長させた。1980年代後半にはパリ・サンジェルマンFCとの対戦をル・クラスィクと命名し、試合の盛り上がりに一役買った。

### 政界への進出
社会党 (PS) に入党すると、1988年の国民議会議員選挙にブーシュ＝デュ＝ローヌ県から立候補し当選。翌1989年には人種差別を公言する国民戦線党首のジャン＝マリー・ル・ペンを糾弾したことで注目されると、1992年から1993年にはフランソワ・ミッテラン内閣の都市問題担当大臣を務めた。同年に社会党を離党し左翼急進運動に入党。1994年6月の欧州議会議員選挙の際には「急進エネルギー」の名簿名で選挙に臨み、234万4457票（12.03%）を得て13議席を獲得した。
しかしタピは自身が会長を務めるオリンピック・マルセイユの八百長事件や「ベルナール・タピ・ファイナンセス」の横領事件が発覚すると議員特権が捜査の障壁になるとして、下院特別委員会が開かれ、1993年11月に賛成多数でタピの議員特権剥奪が可決され、1995年の裁判の判決により（後述）政治家生命に終止符を打った。
刑期を終え身分が回復した後も表立った政治活動は行わず、大統領選挙において特定の候補者の支持を表明するに留まっている。2007年フランス大統領選挙では社会党から立候補した初の女性候補セゴレーヌ・ロワイヤルではなく、国民運動連合 (UMP) から立候補したかつての政敵ニコラ・サルコジを支持した。

### マルセイユ八百長事件
1993年5月20日に行われたフランスサッカー1部リーグ、ヴァランシエンヌFC戦において八百長行為が発覚。関与したマルセイユの幹部が警察に逮捕され、フランスサッカー連盟 (FFF) は制裁措置として同年9月20日に同クラブの1993-94シーズンのチャンピオンズリーグとインターコンチネンタルカップの出場権を剥奪すると、その後1994-95シーズンからの2部リーグ降格処分が決定した。FFFは事件に関与した3選手に対する1996年7月までの国内でのプロ資格停止と、タピに対し無期限で会長職を退任させる処分を下した。
一方で複数の関係者の証言から警察の捜査の手はタピ自身にもおよび、1995年5月15日に裁判所により懲役2年の判決を受けた。同年11月28日の上告審では8ヶ月に減刑されたものの、罰金2万フランと3年間の議員資格剥奪が言い渡された。

### クレディ・リヨネとの係争
1992年にタピは自身が株式の過半数を所持していたアディダス株を売却する際、クレディ・リヨネがアディダスを安値でタピから買い上げた後に、タピに融資金の返済を要求し破産させたことが不正であるとして、1995年に同銀行およびその債務整理機構を訴えた
。2005年9月30日に裁判所はクレディリヨネに対し1億3500万ユーロの支払いを命じたが、2006年の控訴院判決によって判決は破棄された。これに対しタピは紛争解決機関「調停委員会」での裁定を要請すると、フランス政府もこれを認め、2008年の調停によりクレディリヨネに対し4億ユーロ（約497億円）の賠償金の支払いを命じた。

### 俳優として
1996年、クロード・ルルーシュが監督を務める「男と女、嘘つきな関係 Hommes, femmes, mode d'emploi 」に出演し、実業家役を務める。2000年には1975年に公開されたアメリカ映画の『カッコーの巣の上で』の舞台化に出演し主人公のランドル・パトリック・マクマーフィー役を演じた。その後も2001年には自身のドキュメンタリー映画「Who Is Bernard Tapie?」やテレビドラマの「Cazas｣、2003年から2008年にかけて放送されたテレビシリーズの「Commissaire Valence」などに出演している。